# Kolumbia na Letnich Igrzyskach Olimpijskich 1980
Kolumbia na  Letnich Igrzyskach Olimpijskich 1980 była reprezentowana przez 23 zawodników. Reprezentanci nie zdobyli żadnego medalu.
Był to dziesiąty występ Kolumbijczyków na Letnich Igrzyskach Olimpijskich.

## Skład kadry

### Lekkoatletyka
- Ernesto Afaro

chód na 20 km – 19 miejsce (1:42:19,7)
chód na 50 km – 15 miejsce (4:46:28)
- Luis Barbosa

maraton – 34 miejsce (2:22:58)
- Enrique Peña

chód na 20 km – 17 miejsce (1:38:00)
chód na 50 km – 14 miejsce (4:29:28)
- Domingo Tibaduiza

10 000 m – nie ukończył biegu
maraton – 17 miejsce (2:17:06)

### Piłka Nożna
- Benjamín Cardona
- Fernardo Fiorillo
- Alexis García
- Radamed García
- Herberth González
- José Hernández
- Carlos Molinares
- Norberto Peluffo
- Luis Pérez
- Jorge Porras
- Herberth Ríos
- Astolfo Romero
- Carlos Valencia
- Henry Viáfara
- Israel Viloria

Rozgrywki w grupie „B”, trzecie miejsce w grupie. 9 miejsce w turnieju.

### Pływanie
- Helmut Levy

100 m stylem klasycznym – eliminacje (1:07,06)
200 m stylem klasycznym – eliminacje (2:27,94)
- Pablo Restrepo

100 m stylem klasycznym – 7 miejsce (1:05,91)
200 m stylem klasycznym – eliminacje (2:23,74)

### Źródła
- Sport – reference.com. sports-reference.com. [zarchiwizowane z tego adresu (2008-12-23)].